# Biet Mariam
 Biet Mariam (Bêta Mâryâm o Santa María) es una iglesia de culto ortodoxo etíope situada en Lalibela, en la región de Amhara, en Etiopía.
Es una de las once iglesias rupestres de la ciudad que fueron declaradas Patrimonio de la Humanidad por la Unesco en el año 1978, y forma parte del grupo de seis iglesias situado al noroeste.
De tipo monolítico y de gran tamaño, su exterior es bastante simple, a pesar de sus tres porches y de la diversidad de formas de sus ventanas.
El interior, en forma de basílica, está ricamente ornado de frescos y bajorrelieves pintados. El techo se sostiene en una única columna central.

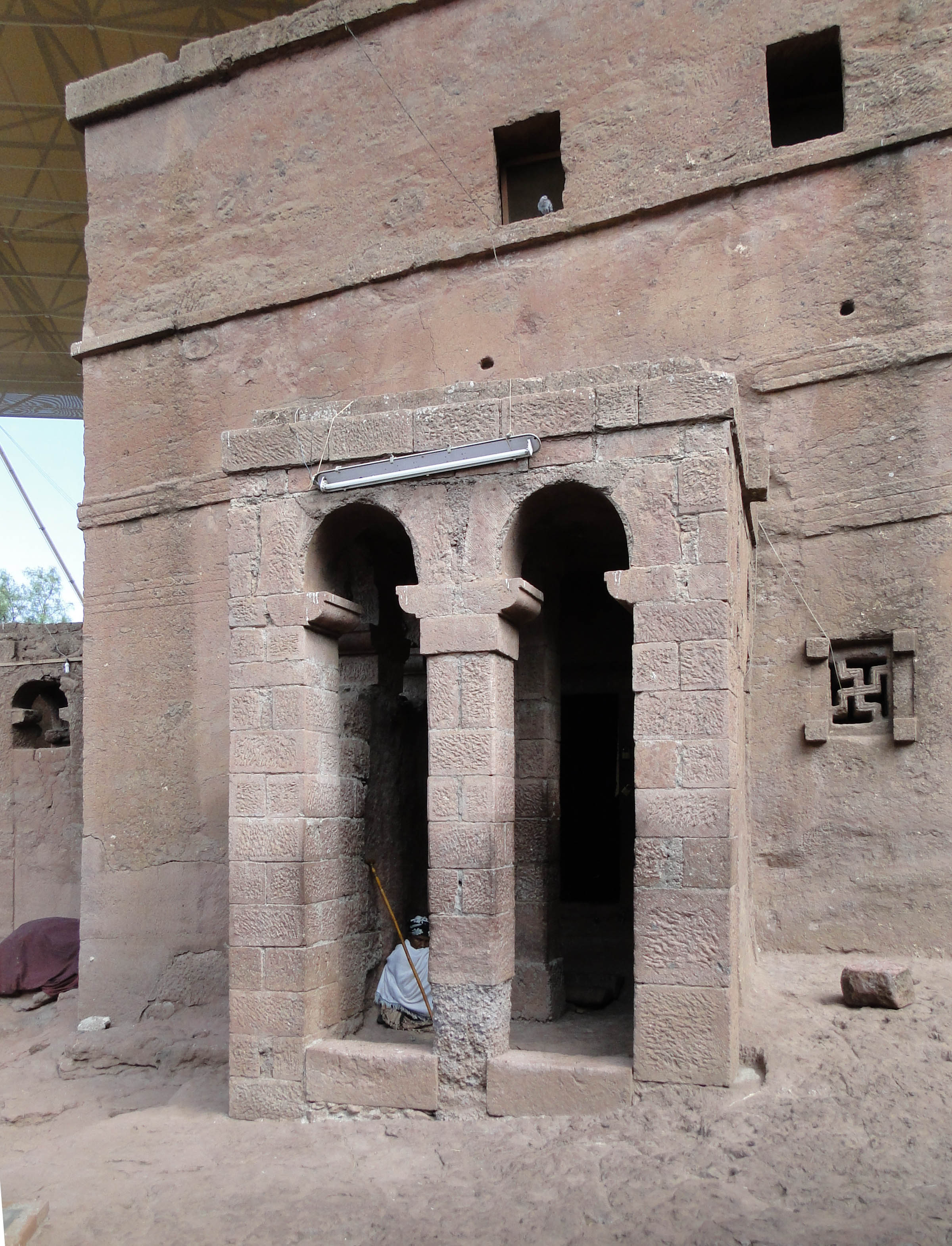
Una de las entradas.
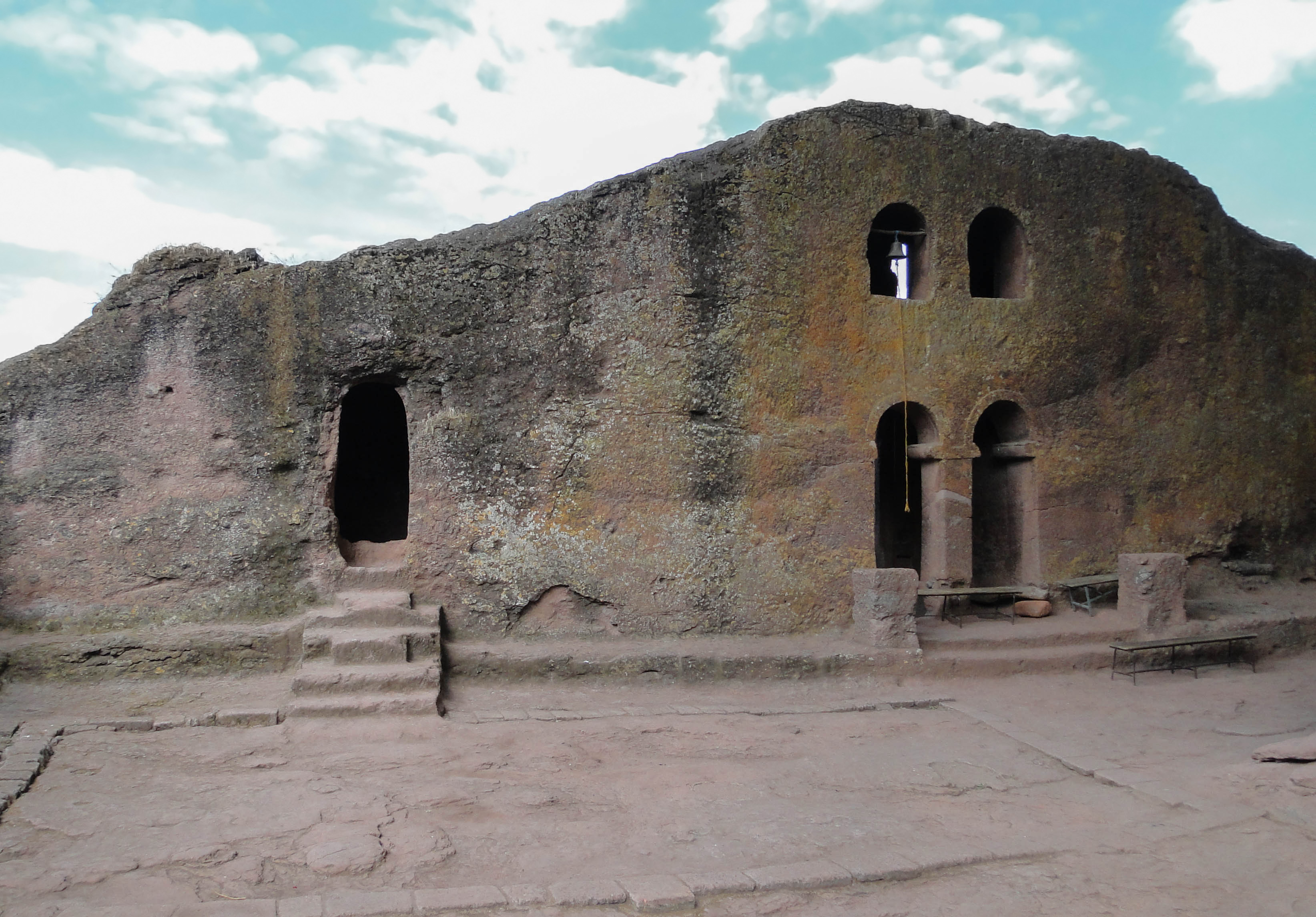
Patio interior del complejo.
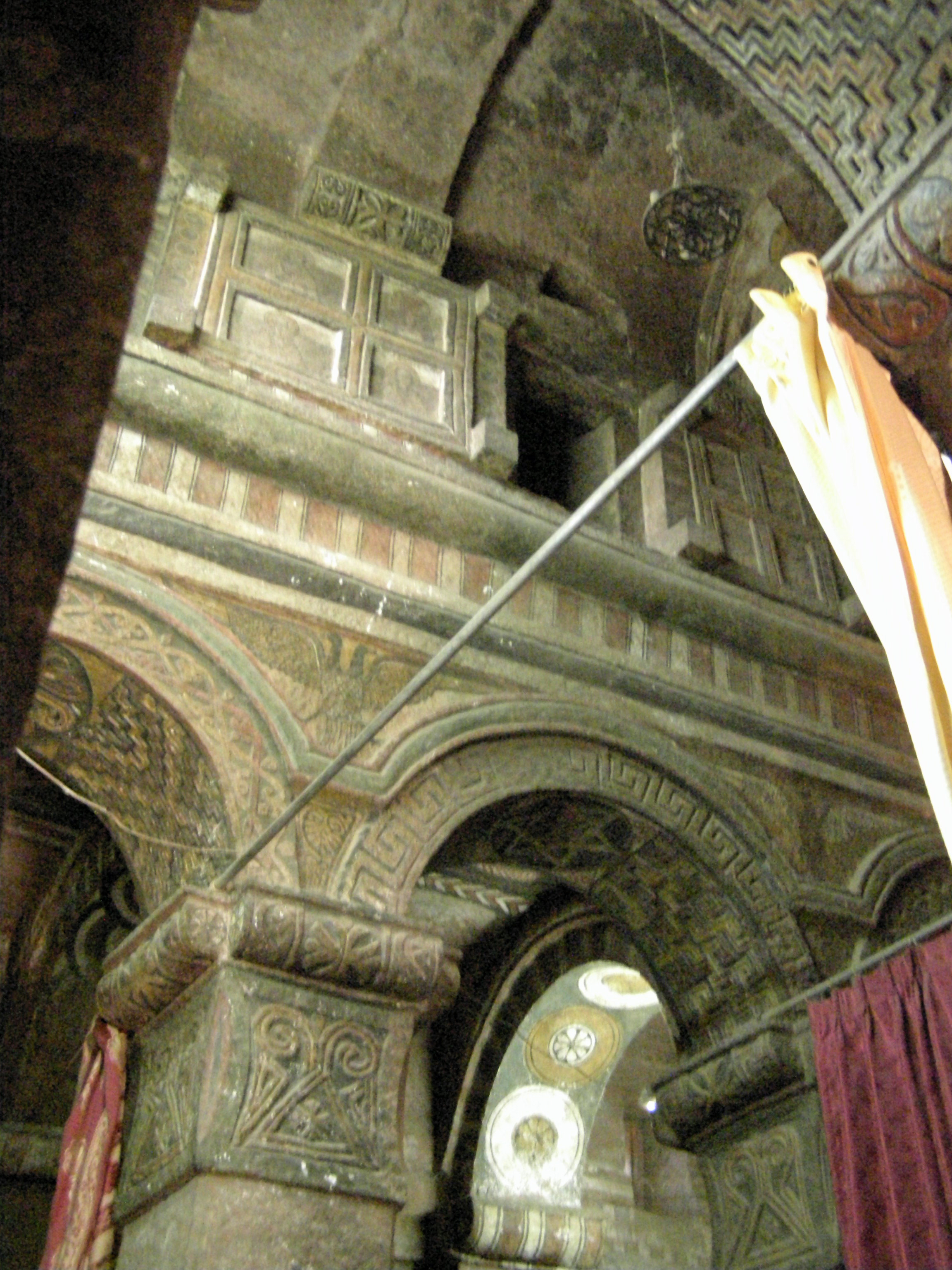
Detalle de la rica decoración interior.